# 砥出恵太
砥出 恵太（といで けいた、1980年5月8日 - ）は、日本の男性声優。奈良県出身。

## 人物
2011年12月まで青二プロダクション（ジュニア）に所属していた。青二塾東京校第28期卒業。
特技は読書、料理。

## 出演作品

### テレビアニメ
2008年
- はたらキッズ マイハム組（野菜）

2009年
- しゅごキャラ!!どきっ（審査員）
- ねぎぼうずのあさたろう（子分、もろこし天狗党手下）
- ONE PIECE（天竜人）

2010年
- あにゃまる探偵 キルミンずぅ（タコヤキ屋、若者）
- 怪談レストラン（悪魔）
- デジモンクロスウォーズ（イビルモン2）
- ドラゴンボール改（ナメック戦士）
- リングにかけろ1 影道編（役員）
- ONE PIECE（囚人）

2011年
- 神様のメモ帳（客(1)）
- 灼眼のシャナIII（Final）（“糜砕の裂眥”バラル）
- デジモンクロスウォーズ 悪のデスジェネラルと七つの王国（プテラノモン）
- ベン・トー（狼E、狼A）
- 魔乳秘剣帖（野次馬B）
- ONE PIECE（住人、海兵）

### 劇場アニメ
2009年
- ONE PIECE FILM STRONG WORLD

### ゲーム
2009年
- 仮面ライダー クライマックスヒーローズ W
- 龍が如く3
- LUNAR 〜HARMONY of SILVER STAR〜（イガリューン）

2010年
- 仮面ライダー クライマックスヒーローズ オーズ

2011年
- 仮面ライダー クライマックスヒーローズ フォーゼ
- 機動戦士ガンダム オンライン（男性パイロット1[5]）
- たんていぶ THE DETECTIVE CLUB -探偵と幽霊と怪盗と-
- テイルズ オブ エクシリア

2012年
- オール仮面ライダー ライダージェネレーション2
- 仮面ライダー 超クライマックスヒーローズ
- クロヒョウ2 龍が如く 阿修羅編
- テイルズ オブ イノセンス R
- 龍が如く5 夢、叶えし者

### ドラマCD
2009年
- 孤独のグルメ vol.2 ドラマCD

2010年
- ドラマCD 英雄伝説 空の軌跡外伝 〜未完成の叙事詩〜（ポルトス主任）

### ラジオドラマ
2008年
- 青山二丁目劇場 佐武と市捕物控（岡引）

2012年
- 花の慶次（主馬の部下、坂田雪之丞）